# Liquid Gold
Liquid Gold was een Britse discoband uit Brackley in Northamptonshire, die actief was van 1977 tot 1984. Hun grootste succes kwam in 1980 met Dance Yourself Dizzy, dat piekte op nummer twee in de Britse hitlijst.

## Bezetting
- Ellie Hope[2] (zang)
- Ray Knott[3] (e-bas)
- Syd Twynham[4] (gitaar, tot 1983)
- Wally Rothe[5] (drums, tot 1983)
- Tom Marshall (keyboard, alleen 1980)
- Franco Morruzzi[6] (keyboard, vanaf 1981)

## Geschiedenis
Liquid Gold werd geformeerd door Ray en Ellie, die elkaar tijdens audities hadden ontmoet om te spelen in de band Babe Ruth, die tussen 1972 en 1975 vier albums uitbracht. Beiden werkten aan het laatste album Kid Stuff van de band. Ellie Hope had ook een klein beetje eerder succes met haar zussen in de soulgroep Ellie, die scoorde met de opmerkelijke single Tip of My Tongue en ook zong op de hitsingle Oh Boy van Mud. Vervolgens rekruteerden ze Wally 'Eddie' Rothe en Syd Twynham onder de naam Dream Coupe. Na een paar shows tekenden ze bij Creole Records, een dochteronderneming van Polo Records, en veranderden hun naam in Liquid Gold.
Hun eerste single Anyway You Do It werd uitgebracht in oktober 1978. Deze miste ternauwernood de Top 40 in de Britse singlehitlijst met een piek op nummer 41, maar resulteerde wel in hun transfer naar Polo voor hun volgende publicatie My Baby's Baby. Een geremixte versie van het nummer werd gelijktijdig uitgebracht door Parachute Records in de Verenigde Staten, werd een hit en bereikte nummer 5 in de Amerikaanse Billboard Hot Dance Club Play-hitlijst en nummer 45 in de Billboard Hot 100 in 1979. Ondanks hun succes in de Verenigde Staten toerden ze daar nooit.
Hun volgende single was Mr Groovy, die niet in de hitlijsten kwam. Het werd snel gevolgd met Dance Yourself Dizzy, dat hun grootste hit in het Verenigd Koninkrijk werd, met een piek op nummer 2 in de Britse hitlijst in 1980. Het nummer bereikte ook nummer 26 in de Amerikaanse Hot Dance Club Play-hitlijst. Hun volgende single Substitute piekte op nummer 8 in het Verenigd Koninkrijk in de zomer van 1980. Hun laatste Britse Top 40-publicatie was The Night, the Wine, and the Roses, die laat in het jaar op nummer 32 kwam.
In maart 1981 werd de single Don't Panic uitgebracht en het deed ook mee aan de Song For Europe-wedstrijd om de Britse inzending voor het Eurovisie Songfestival 1981 te kiezen, maar werd verslagen door Bucks Fizz met Making Your Mind Up, de uiteindelijke Eurovisiewinnaar van dat jaar. Het volgende jaar werden de singles Where Did We Go Wrong (VK, #56) en Turn the Tables uitgebracht. In 1983 verliet Rothe de band en kort daarna Twynham. Met de kleinere bezetting brachten ze nog twee singles uit voordat ze in 1984 uit elkaar gingen.
Al hun nummers werden geproduceerd, gearrangeerd, geschreven en ontwikkeld door Adrian Baker, die ook gitaar speelde.
Synth and Strings, een Britse hit uit 1999 van Yomanda, was gebaseerd op een sample van Dance Yourself Dizzy. In 2008 werden remixes van Dance Yourself Dizzy uitgebracht op een 12" single met bonus-cd en digitale download.

## Discografie

### Singles
- 1978: Anyway You Do It
- 1979: My Baby's Baby
- 1979: Mr. Groovy (It Feels so Nice)
- 1980: Dance Yourself Dizzy
- 1980: Substitute
- 1980: The Night the Wine and the Roses
- 1981: Don't Panic
- 1981: One of Us Fell in Love
- 1982: Where Did We Go Wrong?
- 1983: What's She Got
- 1984: Turn the Tables

### Albums
- 1980:	Liquid Gold